# Yacuiba Airport
Yacuiba Airport är en flygplats i Bolivia.   Den ligger i provinsen Provincia Gran Chaco och departementet Tarija, i den södra delen av landet, 400 km sydost om huvudstaden Sucre. Yacuiba Airport ligger 644 meter över havet.
Terrängen runt Yacuiba Airport är kuperad västerut, men österut är den platt. Närmaste större samhälle är Yacuiba, 6,7 km söder om Yacuiba Airport.
I omgivningarna runt Yacuiba Airport växer i huvudsak lövfällande lövskog. Runt Yacuiba Airport är det glesbefolkat, med 10 invånare per kvadratkilometer.